# Adour

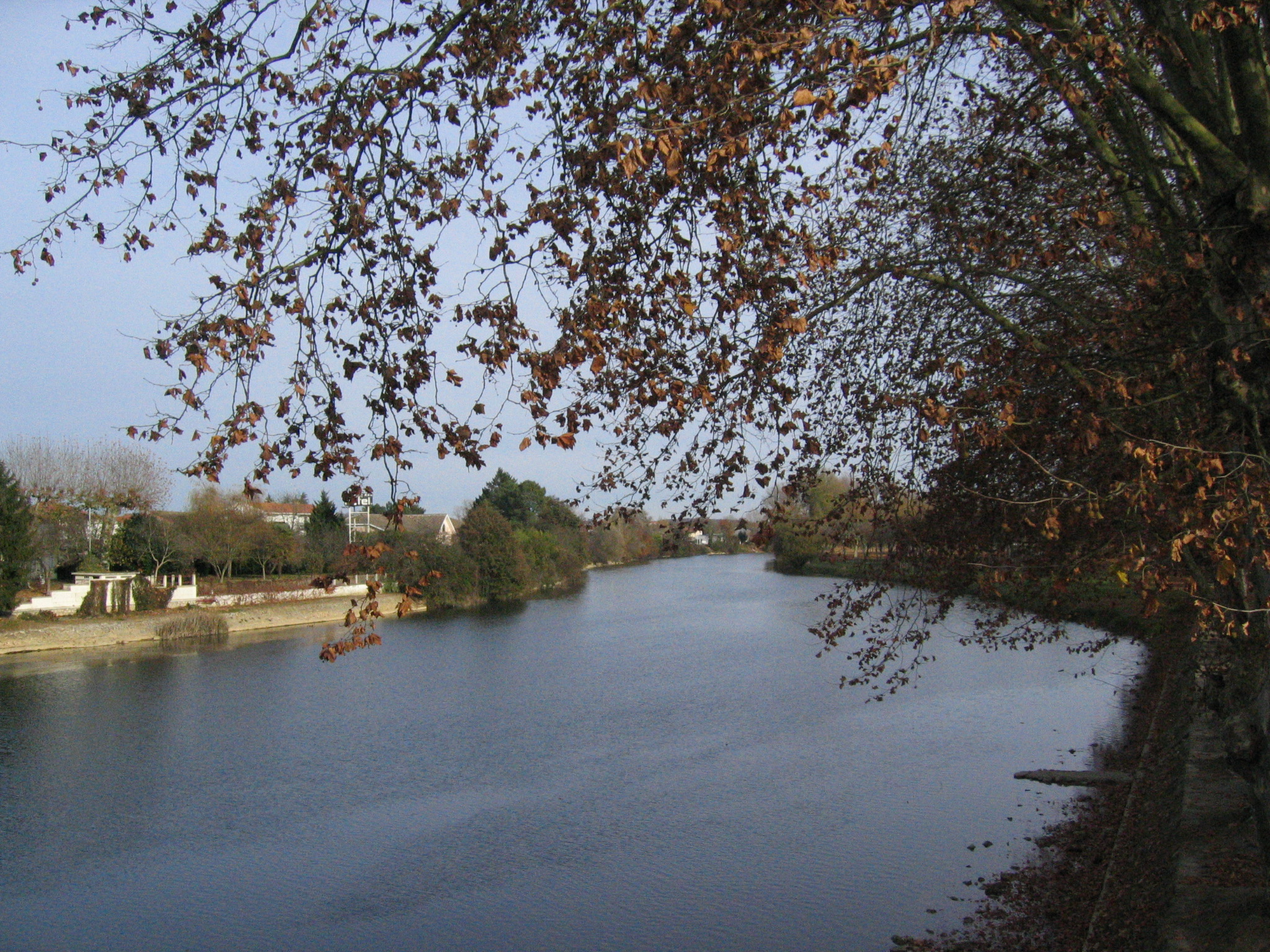
Adour vid Aire-sur-Adour

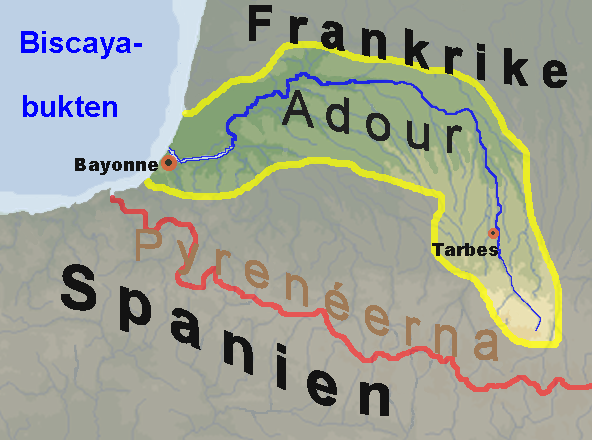
Adour

Adour (Aturri på baskiska) är en flod belägen i sydvästra Frankrike, 335 km lång. Adour rinner bland annat förbi staden Dax, och mynnar i Biscayabukten nära Bayonne. Adour har många biflöden. Dess avrinningsområde är 16 880 km².